# 창오군
창오군(蒼梧郡)은 중국의 옛 군이다. 진나라에서 처음 후난성·광시 좡족 자치구 북서 지역에 설치했으나, 전한 초에 사라지고 무제가 광시 좡족 자치구 동부에 설치한 이래 이 지역에 있었다.

## 진
전래문헌에는 진나라의 창오군이 나오지 않아서 존재를 몰랐으나, “창오후승”(蒼梧侯丞)이라 써진 도장이 진나라 것으로 밝혀지면서 존재가 확인됐다. 이야진간에서 같이 언급된 동정군과 함께 옛 초나라 지역에 설치된 군으로 추정된다. 동정군·장사군과의 관계에는 논란이 있다. 한나라의 장사군 지역이 동정군에 속했다고 보기도 하고, 창오군에 속했다고 보기도 하며, 장사군이 진나라에서도 독립된 군으로 있었다고 있기도 한다. 속현은 창오(蒼梧)·영포(營浦)·남평(南平)·냉도(冷道)·용릉(舂陵)·도양(洮陽)·관양(觀陽)·계양(桂陽)·흘도(齕道)·유(攸)·영릉(零陵)·뇌양(耒陽)·침(郴)이 있었다.

## 전한
무제가 남월을 정복하고 옛 남월의 계림군을 분할하여 원정 6년(기원전 111년)에 세웠다. 교지자사부에 속했으며 원시 2년(2년)의 인구조사에 따르면 24,379호, 146,160명을 관할했다. 아래의 속현 목록은 《한서》지리지의 내용이다. 원연·수화 연간으로 여겨지며, 일반적으로 첫 현이 군국의 치소로 간주된다.
| 현명 | 한자 | 대략적 위치                    | 비고                                                                  |
| ---- | ---- | ------------------------------ | --------------------------------------------------------------------- |
| 광신 | 廣信 | 우저우시                       |                                                                       |
| 사목 | 謝沐 | 융저우시 장융현 남서           | 관문이 있다.                                                          |
| 고요 | 高要 | 자오칭시                       | 염관이 있다.                                                          |
| 봉양 | 封陽 | 허저우시 남                    |                                                                       |
| 임하 | 臨賀 | 허저우시 남동                  |                                                                       |
| 단계 | 端谿 | 자오칭시 더칭현                |                                                                       |
| 빙승 | 馮乘 | 융저우시 장화야오족자치현 남서 |                                                                       |
| 부천 | 富川 | 허저우시 중산현                |                                                                       |
| 여포 | 荔蒲 | 구이린시 리푸현 남서           | 여평관(荔平關)이 있다.                                                |
| 맹릉 | 猛陵 | 우저우시 창우현 서             | 용산(龍山)에서 합수(合水)가 나와 포산(布山)에 이르러 바다로 들어간다. |

## 신나라
군의 이름을 신광(新廣)으로 고치고 다음 현의 이름을 바꿨다.
| 전한 | 신             |
| ---- | -------------- |
| 광신 | 광신정(廣信亭) |
| 임하 | 대하(大賀)     |
| 맹릉 | 맹륙(猛陸)     |

## 군수·태수

### 전한
- 유리(劉利)

### 후한
- 사황(史璜, ? ~ 건안 연간)
- 오거(건안 연간)